# 아자스테로이드

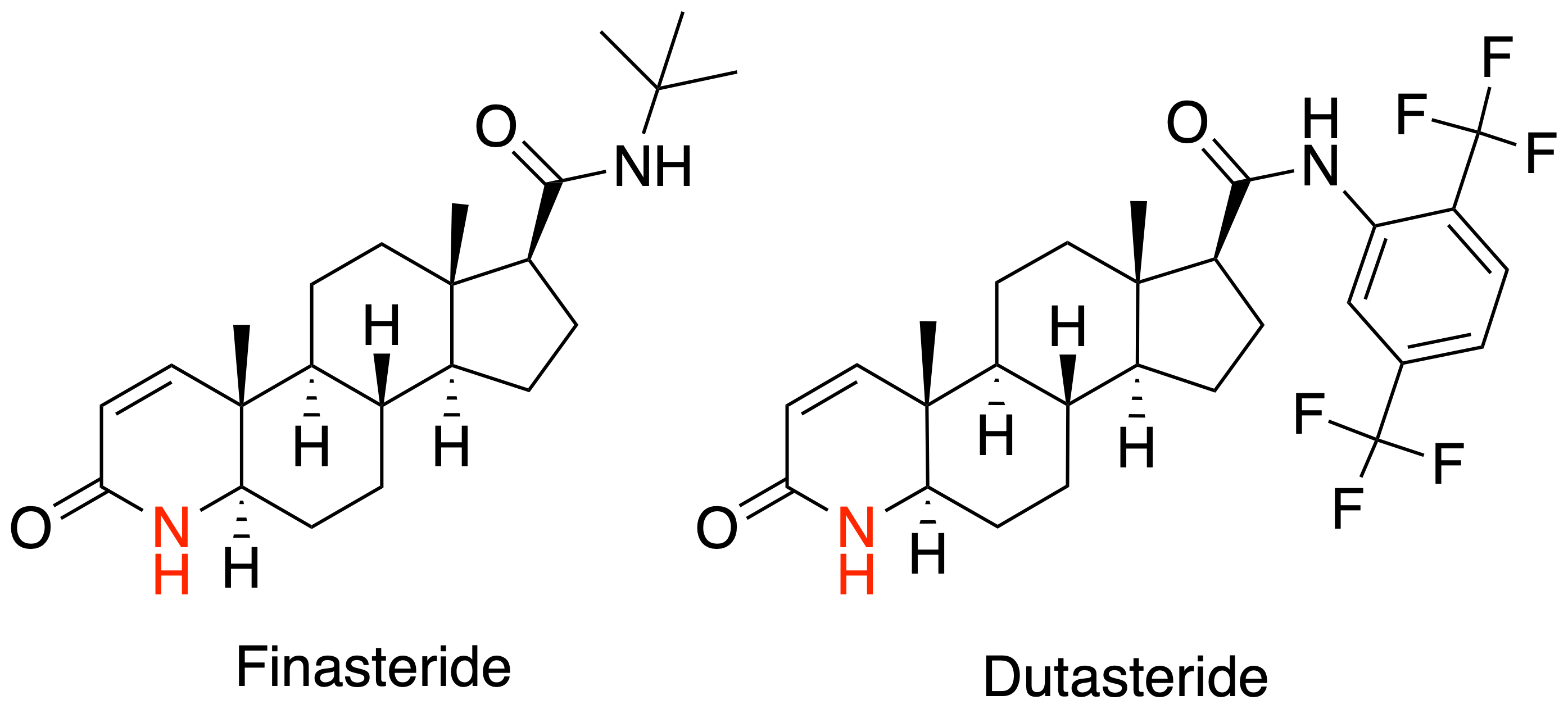
두 가지 아자스테로이드 의약품인 피나스테리드와 두타스테리드. 각 고리 시스템의 질소 원자는 빨간색으로 강조 표시되어 있다.

아자스테로이드(영어: azasteroid)는 스테로이드 고리 시스템의 탄소 원자 중 하나가 질소 원자로 대체된 스테로이드 유도체의 일종이다. 두 가지 아자스테로이드인 피나스테리드와 두타스테리드는 임상적으로 5α-환원효소 저해제로 사용된다.
6-아자스테로이드 중 일부는 유용한 약물로 입증될 수 있지만 아직 의약품 시장에 출시되지 않았다.

## 같이 보기
- 스테로이드
- 5α-환원효소
- 5α-환원효소 저해제